# Ráquis
Ráquis ou raque é a designação dada ao eixo central de estruturas biológicas ramificadas, como penas de aves, folhas pinadas e formas biológicas semelhantes.
Assim, ráquis pode ser:
- Botânica — o pecíolo primário (comum) das folhas compostas;
- Botânica — o eixo principal das espigas de algumas gramíneas e das inflorescencias da bananeira Musaceae
- Paleontologia — a parte central do corpo de uma trilobite, situada entre as duas pleuras;
- Anatomia — a espinha dorsal, ou coluna vertebral, de um animal;
- Zoologia — o eixo central de uma pena de ave.